# Wang Zhi (pirate)
Pour les articles homonymes, voir Wang Zhi.
Dans ce nom chinois, le nom de famille, Wang, précède le nom personnel.

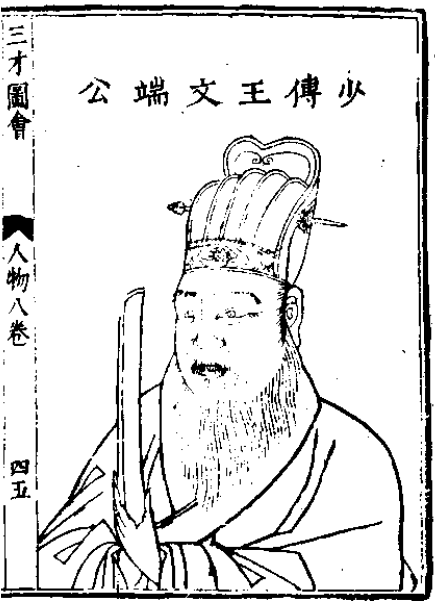

Wang Zhi (chinois : 汪直 ; pinyin : wāng zhí ; litt. « Vaste sincère » ou 王直, wáng zhí, « Roi sincère »), était un pirate, contrebandier et commerçant chinois du XVIe siècle, sous la dynastie Ming. Il est aussi l'un des wakô (pirates japonais) les plus connus, et la capitaine du navire portugais qui a apporté la version occidentale des armes à feu au Japon.

## Biographie
Wang Zhi est originaire de Huizhou dans la province de l'Anhui, où il a commencé son activité de marchand de sel. Après avoir fait faillite, il se créé une flotte pour protéger les marchands des pirates. Il se rend ensuite au Japon, en 1540, où il lie des relations avec les colons portugais, qui viennent d'arriver dans la région. De retour en Chine, et fatigué de son activité, il s'installe sur une île de contrebandiers, près du port de Ningbo (province du Zhejiang). Il se lance alors dans la contrebande de marchandises qu'il revend à des marchands chinois, japonais et portugais. Lorsque le gouvernement chinois, installe de violentes représailles contre les contrebandiers, Wang Zhi quitte son île pour se réfugier dans le sud du Japon, sur l'île d'Hirado. C'est là, qu'il va devenir un subordonné d'un des plus grands pirates de la région, Xu Hai. Avec son équipage de plus de vingt mille hommes, composé de Chinois et de Japonais, il se livre principalement à la contrebande de soie de la Chine vers le Japon, et celle du soufre nécessaire à la fabrication d'explosifs,. À partir de ce moment, le gouvernement chinois le considère comme un wakô.
En 1543, il aurait été le capitaine du navire portugais qui aurait apporté les armes à feu occidentales au Japon, à Tanega-shima. Et une fois arrivé il aurait servi d’interprète aux Portugais.
En 1555, Hu Zongxian, le commandant suprême de l'armée de la Dynastie Ming, lui propose de le rejoindre sur une île chinoise, pour négocier la libération de sa famille emprisonnée, de l'assouplissement des interdictions commerciales ainsi que la disparition de ses accusations pour ses dernières attaques. Wang Zhi se rend alors sur place, et découvre qu'il s'agit d'un piège. Après une bataille maritime entre la flotte de Wang et celle de Hu, cette dernière subit une cuisante défaite. Hu Zongxian est alors accusé par ses supérieurs d'avoir arrangé cette défaite contre de l'argent, que lui aurait donné Wang Zhi. Lorsque Xu Hai est tué en 1556, Wang Zhi que l'on surnomme désormais le « Roi des pirates », le remplace à la tête de la confédération de pirates. En 1557, Hu Zongxian lance une attaque à Dinghai, l'endroit où se sont installés les pirates. À la fin de cette importante bataille remportée par Hu, plusieurs centaines de pirates sont exécutés, et plus de 800 autres sont capturés, dont Wang Zhi. Il est donc emmené en Chine, où Hu le défend face à la cour qui veut le faire exécuter. Cependant, l'Empereur exige sa mort, et Wang Zhi est décapité en 1559. Hu sera ensuite accusé d'avoir lié une amitié avec lui, et jeté en prison, où il mourra en 1565.
Après la mort de Wang Zhi le nombre d'attaques de pirates a sévèrement diminué. Et en 1567, l'ouverture d'un comptoir commercial portugais, à Macao, met fin à la piraterie dans la région. Bien qu'il ait été le chef d'un grand groupe de pirates qui a lancé de nombreux raids contre la Chine, il a toujours affirmé n'avoir jamais personnellement participé à un raid et se considérait comme un « marchand de mer ».